# ۶۴۹ (میلادی)
۶۴۹ (میلادی) ششصد و چهل و نهمین سال تقویم میلادی است.

## رویدادها[۱]
بر اساس مکان
امپراتوری بیزانس
جنگ اعراب و بیزانس: نیروهای دریایی اعراب به فرماندهی عبدالله بن سعد قبرس را فتح کردند و پس از محاصره‌ای کوتاه، پایتخت کنستانتین را غارت کرده و بقیه جزیره را غارت کردند. قبرسی‌ها موافقت کردند که همان درآمدی را که به امپراتور کنستانس دوم پرداخت کرده‌اند، بپردازند.
کنستانس دوم به المپیوس، رئیس اسقف‌نشین راونا، دستور داد تا پاپ مارتین اول را به این دلیل ظاهری که انتخاب پاپ برای تأیید به امپراتور ارائه نشده است، اما در واقع به دلیل محکومیت توحیدگرایی و نوع کنستانس توسط شورای لاتران در سال ۶۴۹، دستگیر کند. المپیوس تلاش می‌کند تا حمایت شهروندان روم و اسقف‌ها را جلب کند، اما موفقیت کمی کسب می‌کند و شاید ترور پاپ را در نظر بگیرد.
اروپا
ژانویه - Chindasuinth، به اصرار اسقف Braulio of Zaragoza، پسرش Recceswinth را به عنوان هم فرمانروای پادشاهی ویزیگوت تایید کرد.
امپراتوری عرب
معاویه بن ابی سفیان، والی سوریه، یک نیروی دریایی عرب در شام ایجاد می‌کند و از آن برای مقابله با امپراتوری بیزانس در دریای اژه استفاده می‌کند. این نیرو توسط دریانوردان مسیحی تک‌سرشت‌باوری، قبطی‌ها و مسیحی سوری اداره می‌شود.
چین
19 ژانویه - لشکرکشی تانگ علیه کوچا پس از تسلیم نیروهای کوچا، پس از محاصره 40 روزه به رهبری ژنرال آشینا شیر، پایان یافت و کنترل چین بر حوضه تاریم شمالی (سین کیانگ) برقرار شد.
16 ژوئن - ژنرال وانگ شوانس فرماندهی یک لشکرکشی ترکیبی چینی، نپالی و تبتی به هند را بر عهده گرفت. او در نهایت در نبرد پیروز شد و یک یادگار بودایی را به دست آورد.
10 ژوئیه - امپراتور تایزونگ پس از 23 سال سلطنت، که در آن مدیریت مدنی را در چین احیا کرده بود، درگذشت. پسرش گائوزونگ، 20 ساله، جانشین او شد و حاکم سلسله تانگ شد.
ژاپن
امپراتور کوتوکو، سوگا نو کورایامادا را به خیانت متهم می‌کند. او خود را در معبد یامادا-درا خفه می‌کند. سایر اقوام خاندان سوگا دستگیر و اعدام می‌شوند.
بر اساس موضوع
دین
۱۴ مه - پاپ تئودور اول پس از ۷ سال سلطنت که در آن به فقرا سخاوت نشان داده بود، درگذشت. در ۵ ژوئیه مارتین اول به عنوان هفتاد و چهارمین پاپ جانشین او شد.
۵ اکتبر - شورای لاتران در سال ۶۴۹، که توسط تئودور فراخوانده و توسط مارتین به تصویب رسید، افتتاح شد. این شورا به شدت تک‌خداگرایی و نوع کنستانس را محکوم می‌کند.

## زادگان[۱]
تاریخ تقریبی – وانگ بو، شاعر چینی (متوفی ۶۷۶)
شوئه نه، ژنرال چینی و صدراعظم سلسله تانگ (متوفی ۷۲۰)

## درگذشتگان[۱]
مارس – یوحنا السلمی، راهب و نویسنده سوری (متولد حدود ۵۷۹ میلادی)
۲ مه – ماروتا اهل تکریت، متکلم و نویسنده ایرانی و مافریایی کلیسای ارتدکس سریانی (متولد ۵۶۵ میلادی)
۱۴ مه – پاپ تئودور اول، پاپ یونانی متولد اورشلیم
۲ ژوئیه – لی جینگ، ژنرال چینی و صدراعظم سلسله تانگ (متولد ۵۷۱ میلادی)
۶ ژوئیه – گوار اهل آکیتن، کشیش کاتولیک و زاهد (متولد حدود ۵۸۵ میلادی)
۱۰ ژوئیه – تای‌زونگ، امپراتور سلسله تانگ چین (متولد ۵۹۸ میلادی)
۳ دسامبر – بیرینوس، اسقف دورچستر در وسکس متولد فرانسه (متولد حدود ۶۰۰ میلادی)
روگالاخ مک اوتاچ، پادشاه ایرلندی کانوت (مقتول)
سوگا نو کورایامادا، اودایجین ژاپنی
سونگتسن گامپو، بنیانگذار امپراتوری تبت‎